# 制车者博物馆
制车者博物馆（Wagenmakersmuseum）是一家位于荷兰南荷兰省莱顿的博物馆，

## 历史
位于历史可追溯至20世纪初的原制车者作坊内，后者仍定期工作。在此，参观者可见到来自各个历史时期的不同的旅行车。目前博物馆因为缺乏维护资金而关闭。
该博物馆馆的位置是Oude Varkenmarkt 13，2311 VH Leiden。